# Segell cilíndric

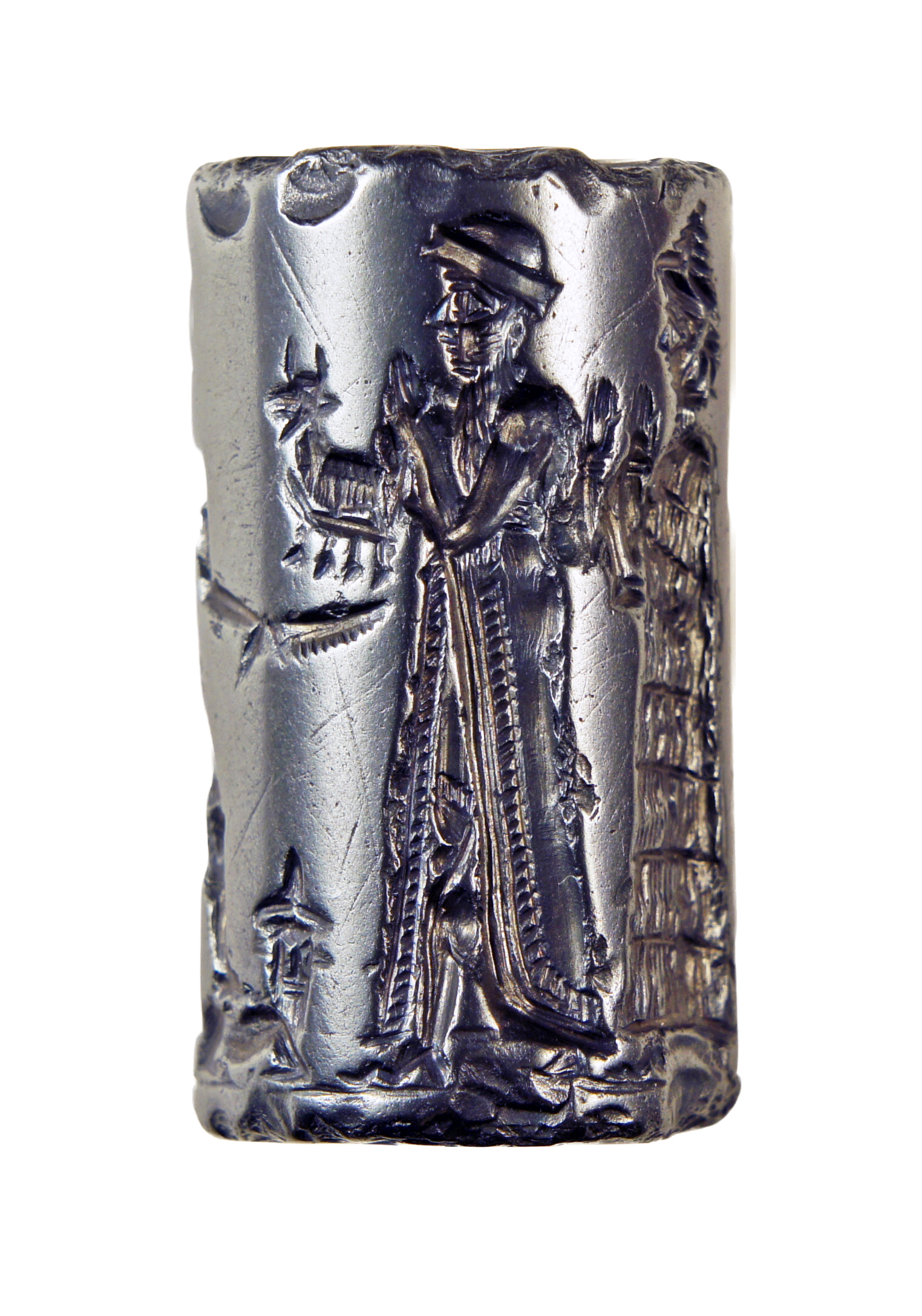
Antic segell cilíndric de Babilònia, c.1800 aC, fet amb hematites. Un rei ofereix un animal al déu Xamaix. Probablement va ser fet en un taller a Sippar.

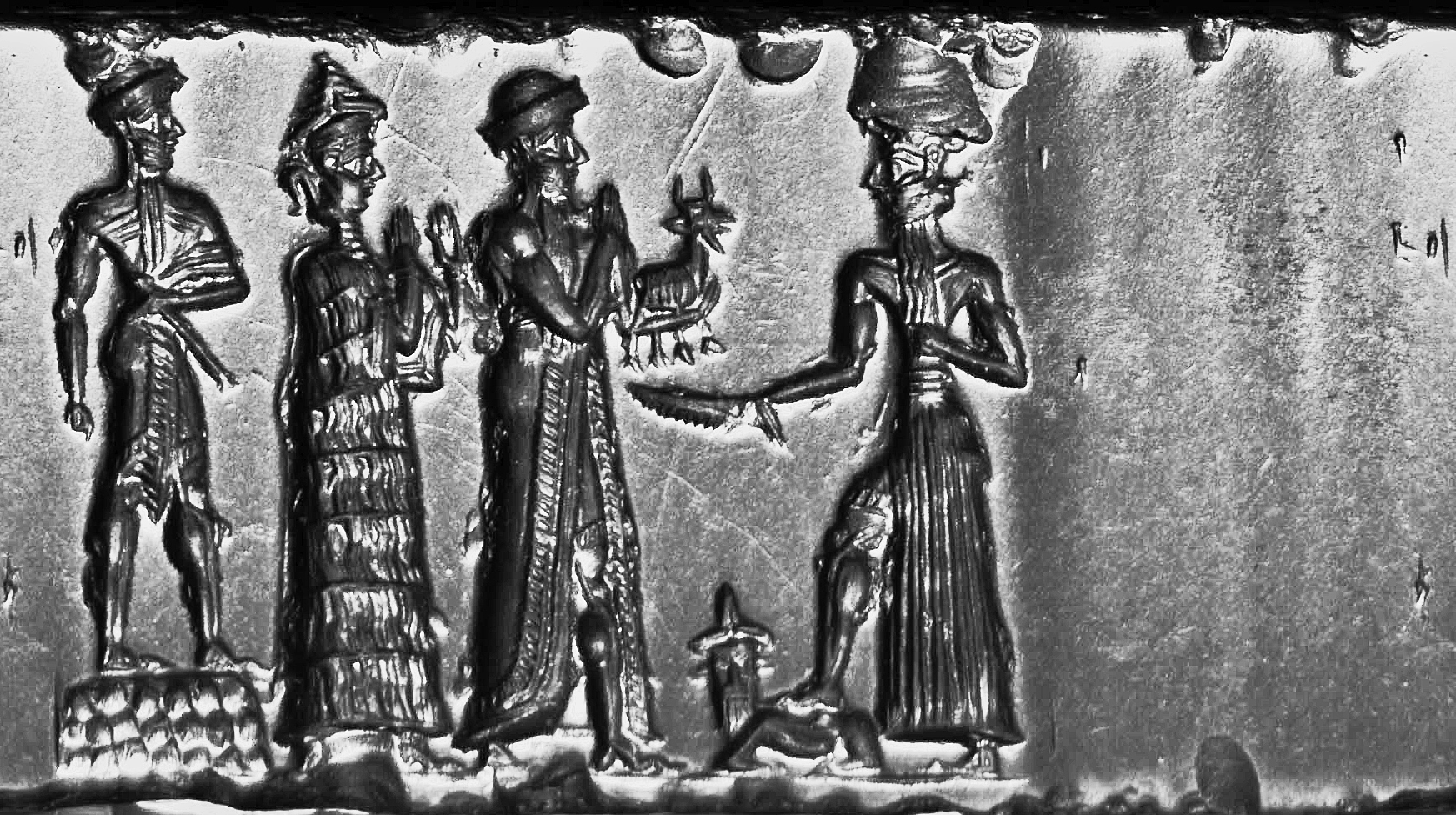
Segell cilíndric babilònic, c.1800 BCE, fet d'hematites. Trobat a la càmera de Linescan. Foto invertida perquè es vegi com era la impressió del segell.

Impressió d'un segell cilíndric trobat a San Andrés, jaciment de la cultura olmeca. S'ha proposat com a prova de la primera escriptura trobada a la zona de Mesoamèrica. Està datat el 650 aC.

Un segell cilíndric és un petit cilindre, generalment d'uns 2,5 cm de llargada amb diversos caràcters o imatges en relleu que s'emprava a l'antiguitat per fer una impressió fent-lo rodolar sobre una superfície tova de dues dimensions, principalment argila. La tècnica del segell cilíndric es va inventar cap al 3500 aC a l'Orient Mitjà, concretament a Susa al sud-est de l'Iran i a Uruk al sud de Mesopotàmia. Estan connectats amb la invenció de l'escriptura cuneïforme en tauletes d'argila.

## Descripció
La majoria dels segells estan fets amb la mateixa tècnica de gravat de les pedres dures (semiprecioses), però en algunes s'ha emprat la tècnica de gravat de gemmes (glíptica), mentre que en altres s'han fet servir cristalls o material ceràmic com ara la faiança egípcia. Els minerals emprats (ja siguin gemmes o pedres semiprecioses) són diversos: hematites, obsidiana, esteatita, ametista, lapislàtzuli i cornalina. Com que la plana al·luvial de Mesopotàmia manca de minerals adients per ser gravats, el material per fer els cilindres devia ser probablement importat de l'Iran. Molts dels segells estan foradats per la part interior, cosa que fa pensar que es duien penjats amb un cordill per tenir-los a mà quan calia.

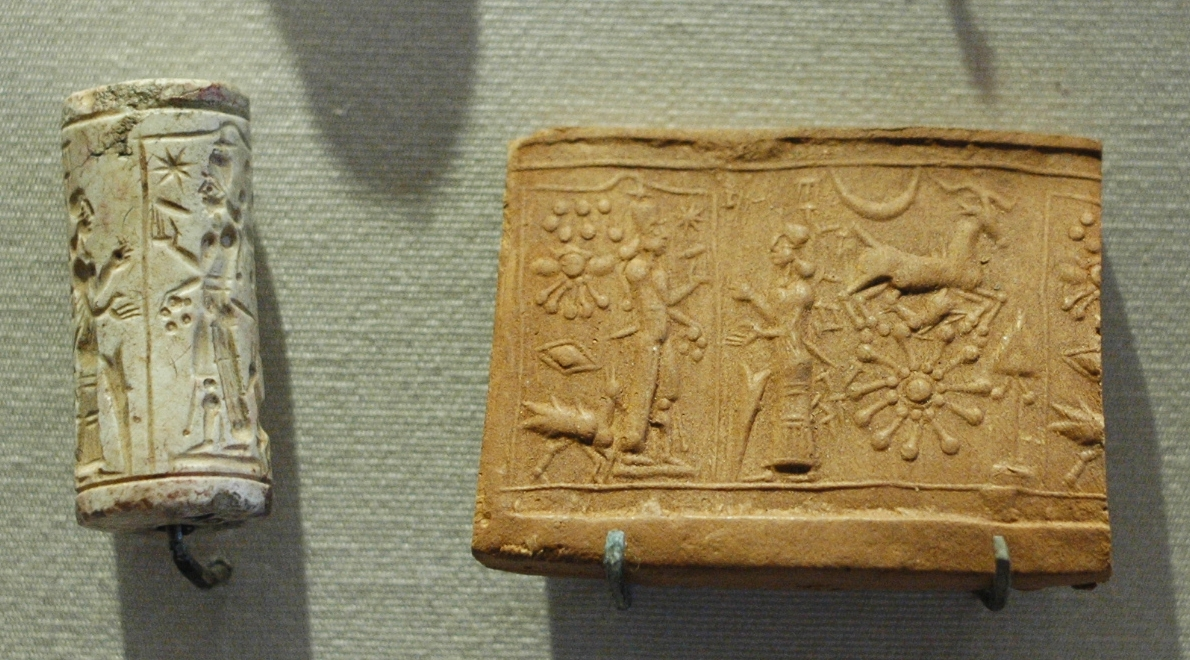
Cilinde de pedra calcària i la seva impressió, que representa el deu Xamaix, (Museu del Louvre)

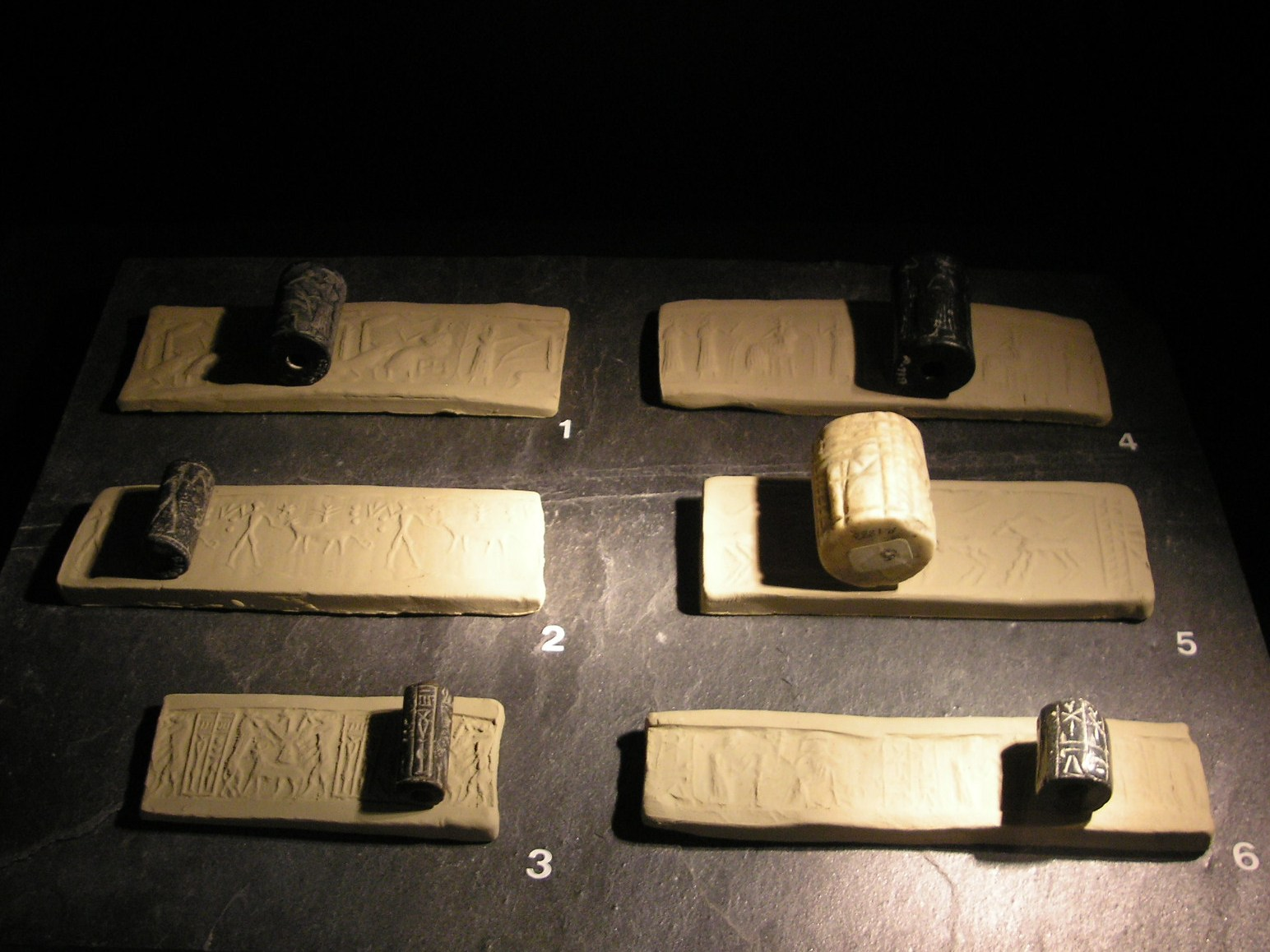
Diferents mides de segell i impressions.

Hi ha dos tipus de segells cilíndrics mesopotàmics:
- Tècnica de buidat: Eren els quals per format el motlle de la imatge s'havia gratat i buidant el material (vegeu la primera imatge d'aquest article).
- Els que formaven una impressió amb material que sobresortia del cilindre, és a dir s'havia buidat al voltant de la línia de la imatge però no la imatge (com a exemple vegeu el trobat a San Andrés, encara que aquest no és mesopotàmic).

Els del primer tipus s'acostumaven a fer servir sobre superfícies toves i humides com ara l'argila; els del segon tipus es diuen segells de corró i es fan servir per imprimir imatges sobre roba o superfícies semblants de dues dimensions.
Els segells cilíndrics formen part dels estris que es feien servir per autenticar documents com també és el cas dels anells d'estampació. Se'n conserven molts provinents de l'antiguitat que, a més del seu valor històric, tenen un considerable valor artístic, especialment els procedents de Babilònia i del període inicial assiri. Encara es poden fer servir sobre superfícies toves sense por de fer-los malbé motiu pel qual s'exhibeixen als museus juntament amb les seves impressions.

## Usos

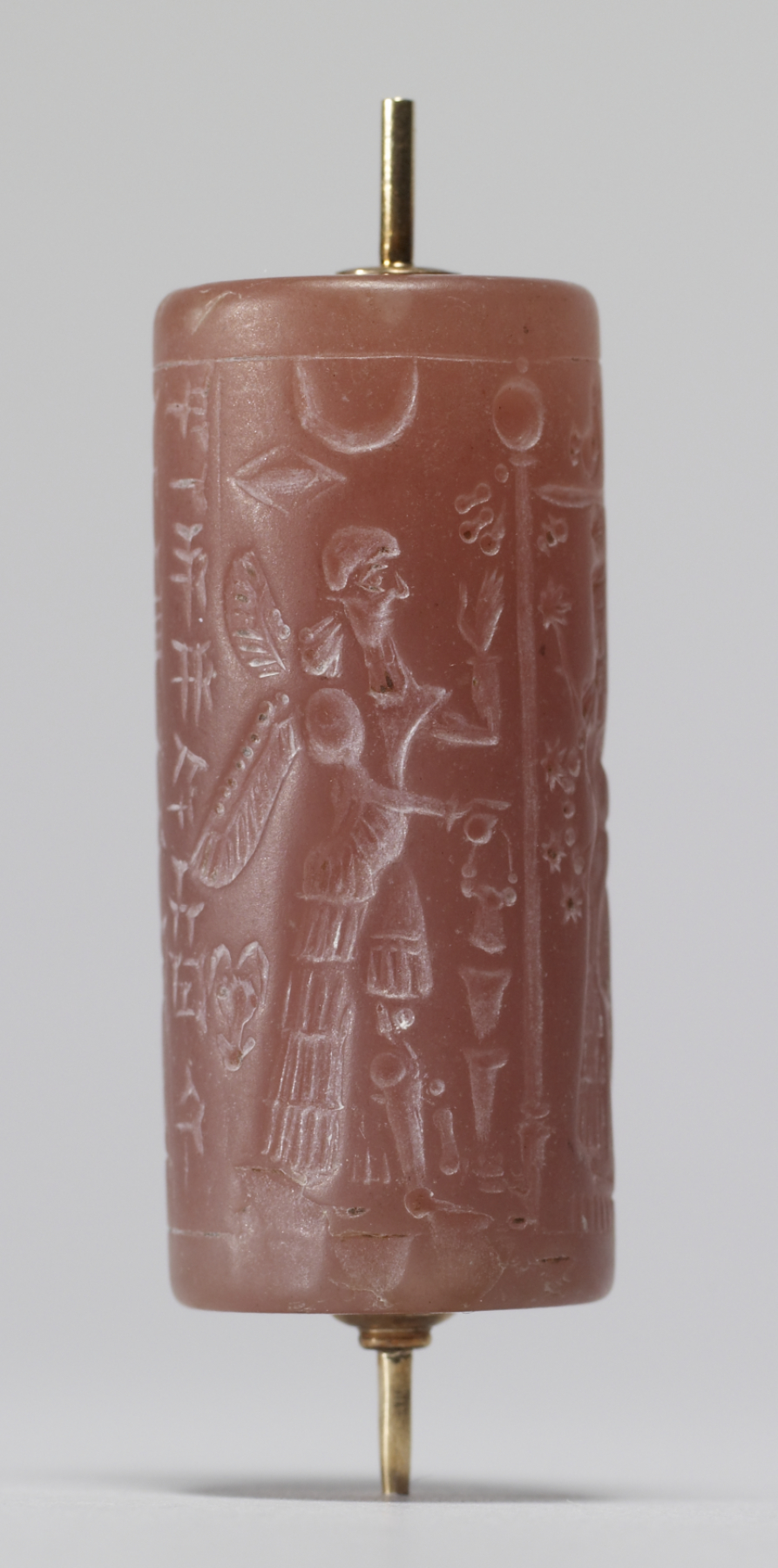
Aquest cilindre Neoassiri mostra un ritual amb deïtats alades. (Walters Art Museum)

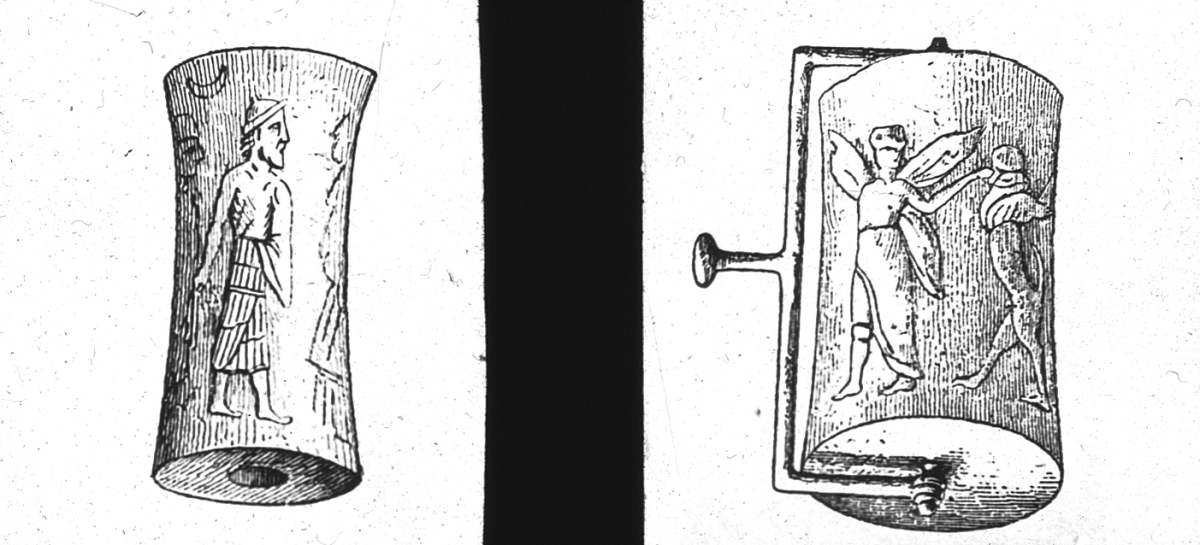
Dibuix que mostra un segell assiri amb les peces desmuntades: el cilindre i un agafador.

L'ús principal era fer-los servir d'eina administrativa, com a signatura d'una autoritat, però també es feien servir com a joies i van arribar a tenir funció màgica com a amulets, segons es dedueix de les versions més recents amb inscripcions en escriptura cuneïforme. En els darrers períodes, també s'han fet servir en notaria o per autenticar còpies de documents escrits en argila. A l'antiguitat era costum enterrar els morts junt amb béns de valor apreciats pel difunt, això ha fet que s'hagin trobat en excavacions arqueològiques segells cilíndrics d'or, de plata i de pedres precioses.
S'ha trobat la impressió d'aquests segells en:
- amulets
- fardells de mercaderies
- maons
- tauletes d'argila
- roba
- components dels objectes fabricats, per exemple en portes
- gerres d'emmagatzematge
- els sobres de correu

## Temàtica

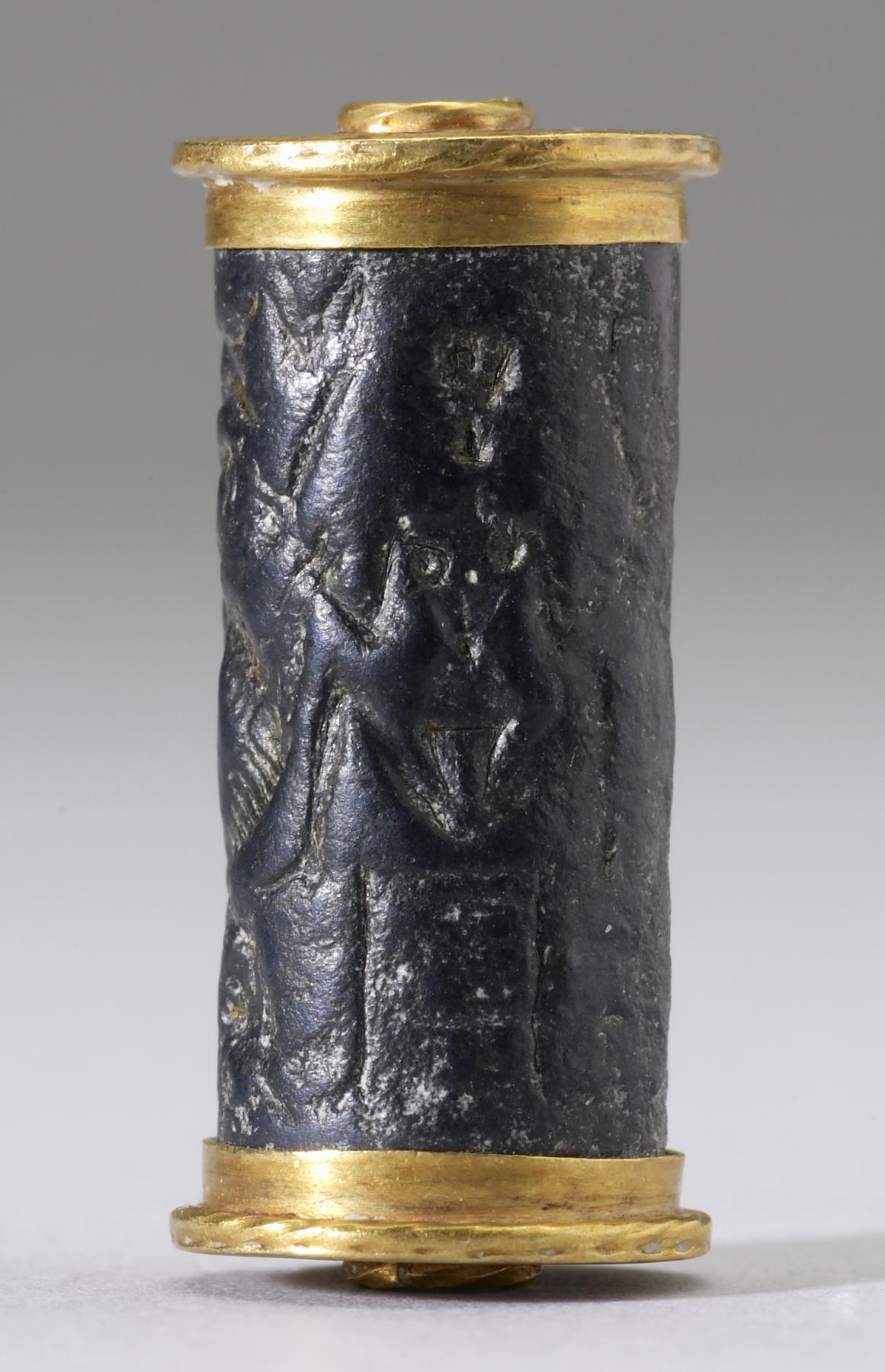
Segell cilíndric procedent de Xipre. La imatge són dues dones nues amb una flor a la mà, símbol de fertilitat.

El tema de l'estampació d'aquests segells pot ser imatges de caràcter social o també religiós. Més important que la descripció de l'autoritat a la qual representen, és l'estudi dels elements complementaris de la imatge i el text, que han aportat informació sobre l'entorn natural d'aquell temps i també del tipus de societat en què vivien. En un famós segell cilíndric de Darios I de Pèrsia, la imatge representa aquest rei apuntant amb el seu arc cap a un lleó dret que ja té dues fletxes clavades mentre el seu carro passa per damunt d'un altre lleó. L'escena està emmarcada per dues palmeres, també hi ha un text escrit en cuneïforme i per sobre de la imatge està el Faravahar el símbol més conegut del zoroastrisme.

## Classificació
Giovanni Garbiini ha proposat la següent classificació tenint en compte la procedència:
- De l'Imperi accadi, com a exemple un datat del ca. 2300 aC que mostra un déu solar sobre una barcassa i el poble fent ofrenes.[9]
- D'Assíria
- De Xipre
- D'Egipte, amb dues subcategories:
  - Trobats en tombes de Naqada i són d'importació
  - Fets de faiança egípcia (vegeu Pepi I als enllaços externs)
- De l'imperi Hitita, principalment emprats sobre argila (vegeu Kültepe).
- De la cultura dels cassites
- Del regne Mitanni
- De Babilònia
- De Pèrsia (vegeu Darios I el Gran, Robinson ref)[10]
- Del Regne d'Elam, del període protoelamita
- De Sumèria, escrits en el seu llenguatge propi, amb tres subcategories:
  - Els de la deessa lunar; (vegeu Sin)
  - Els d'Ur-Nammu, 2112-2095 aC.[10]
  - Els de Xamaix; (vegeu Mari (Mesopotàmia))
- Els Neosumeris, per exemple el del "Déu assegut i els seus adoradors".[11]
- De Síria